# Lucas Babin
Lucas Edwin Babin (ur. 30 lipca 1979 w Beaumont) – amerykański aktor telewizyjny i filmowy, model.

## Życiorys

### Wczesne lata
Urodził się w Beaumont w Teksasie ze swoją siostrą bliźniaczką Kirsten w rodzinie baptystów Roxanne i Briana Babina. Dorastał i uczęszczał do szkoły średniej w Woodville, gdzie jego ojciec w latach 1982–1984 był burmistrzem. Następnie przeniósł się do Kalifornii z bratem Leifem. Po kilku latach przeprowadził się do Hollywood.

### Kariera
W 1999 roku jako model związał się z Ford Models, gdzie nawiązał współpracę z takimi fotografami jak Bruce Weber, Mario Testino i Steven Meisel. Jego zdjęcia były publikowane w magazynach mody takich jak włoskie wydanie Vogue, L’Uomo Vogue, brytyjska i hiszpańska edycja GQ oraz Rolling Stone. Brał udział w kampaniach reklamowych dla firm Abercrombie & Fitch, Gucci i Versace, na wybiegach mody we Włoszech i Francji, m.in. w pokazach Burberry i Donatelli w Mediolanie, a także w serialach: MTV Rozebrany (Undressed, 2000) i HBO Seks w wielkim mieście (Sex and the City, 2001) oraz teledyskach: „Precious Illusions” (2002) Alanis Morissette „Stars Are Blind” (2006) Paris Hilton.
Zadebiutował na kinowym ekranie w roli „Spidera” w komedii muzycznej Richarda Linklatera Szkoła rocka (School of Rock, 2003) z Jackiem Blackiem. Wystąpił też w kilku krótkometrażowych filmach niezależnych, a opanowując język portugalski trafił do telenoweli brazylijskiej Rede Globo América (2005) jako Nick. W operze mydlanej CBS Żar młodości (The Young and The Restless, 2006-2007) pojawił się jako Ricky.
W 2007 ożenił się w Brazylii z Lucianą Bressane, mają dwoje dzieci.

## Filmografia

### Filmy fabularne
- 2000: This Is How the World Ends jako Flash
- 2002: R.S.V.P. jako Jimmy Franklin
- 2003: Szkoła rocka (School of Rock) jako Spider
- 2005: Kto ją zabił? (Brick) jako Big Stoner
- 2005: Wydział Venice Underground (Venice Underground) jako Junkie
- 2006: Pamiętnik Czerwonego Pantofelka (Red Shoe Diaries: Las Vegas, TV)
- 2008: W otchłani (La riña)
- 2012: Slave jako Sid

### Seriale TV
- 2000: Anioł ciemności (Angel) jako Joey
- 2000: Rozebrany (Undressed) jako Clyde
- 2001: Seks w wielkim mieście (Sex and the City) jako model na przyjęciu
- 2002: ChromiumBlue.com jako Joe
- 2005: América jako Nick
- 2006: CSI: Kryminalne zagadki Miami (CSI: Miami) jako Todd
- 2006: Avassaladoras: A Série jako Peter / Stuart
- 2006-2007: Żar młodości (The Young and The Restless) jako Ricky
- 2007: CSI: Kryminalne zagadki Las Vegas (CSI: Crime Scene Investigation) jako Larry Ludwig